# Маланс
Маланс (на немски: Malans) е курортен град и община в Източна Швейцария. Разположен е в долината на река Рейн на 2 km на север от град Игис и на 8 km на юг от границата с Лихтенщайн. Първите сведения за града като населено място датират от 840 г. Винарски център. Има жп гара. Населението му е 2203 души по данни от преброяването през 2008 г.